# Kelkoo
Kelkoo är ett företag som tillhandahåller en sökmotor och prisjämförelsetjänst som är åtkomlig via internet. Kelkoos affärsmodell är ganska lik den som andra prisjämförelsetjänster använder. Butikerna som syns på webbplatsen får betala per klick, hos Kelkoo kan butikerna även bjuda högre för att få en bättre placering. Kelkoo är verksamt i Belgien, Danmark, Frankrike, Italien, Nederländerna, Norge, Spanien, Storbritannien, Sverige och Tyskland.
Kelkoo grundades 1999 av Pierre Chappaz och Mauricio Lopez. År 2000 slogs Kelkoo ihop med tre andra shoppingportaler; Dondecomprar.com från Spanien, ShopGenie från Storbritannien och det norskbaserade Zoomit. I april 2004 köptes Kelkoo av Yahoo! Inc. för 450 miljoner euro. I november 2008 sålde de i sin tur Kelkoo till det privata investmentbolaget Jamplant Ltd. 

## Namnets ursprung
Namnet ’’Kelkoo’’ är en engelsk stavning av den franska frasen Quel coût? som ungefär betyder ”Hur mycket kostar det?”. Det kan även tolkas som ”Quel coup” som betyder ”Vilket kap”.